# Vanchidiplosis inaequipalpis
Vanchidiplosis inaequipalpis är en tvåvingeart som först beskrevs av Rao 1956.  Vanchidiplosis inaequipalpis ingår i släktet Vanchidiplosis och familjen gallmyggor. Inga underarter finns listade i Catalogue of Life.